# Душ (Клина)
Душ (алб. Dush) је насеље у општини Клина, Косово и Метохија, Република Србија.

## Становништво
| Демографија | Демографија | Демографија |
| Година      | Становника  | Становника  |
| ----------- | ----------- | ----------- |
| 1948.       | 89          |             |
| 1953.       | 86          |             |
| 1961.       | 112         |             |
| 1971.       | 132         |             |
| 1981.       | 181         |             |
| 1991.       | 310         |             |